# Воскресенка (Баганский район)
Воскресе́нка — село в Баганском районе Новосибирской области. Входит в состав Мироновского сельсовета.

## География
Площадь села — 52 гектара.

## История
Основано в 1907 году. В 1928 году посёлок Воскресенский состоял из 102 хозяйств, основное население — русские. В административном отношении являлся центром Воскресенского сельсовета Андреевского района Славгородского округа Сибирского края.

## Инфраструктура
В селе по данным на 2006 год функционируют 1 учреждение здравоохранения, 1 образовательное учреждение.